# 한승훈 (경영인)
한승훈은 대한민국 연예 기획사 FNC 엔터테인먼트 한성호 대표의 친동생이다.